# Lethoxyela excurva
Lethoxyela excurva  (лат.) — ископаемый вид пилильщиков рода Lethoxyela из семейства Xyelidae. Обнаружен в нижнемеловых отложениях на северо-востоке Китая (провинция Ляонин, Huangbanjigou, Shangyuan Town, Yixian Formation, барремский ярус, около 125 млн лет). Длина тела 7,1 мм, длина переднего крыла 6,5 мм.
Вид Lethoxyela excurva был впервые описан в 2000 году китайскими энтомологами Х. Чжаном и Ж. Чжаном (H. C. Zhang, J. F. Zhang, Китай) вместе с видами Angaridyela endemica, A. robusta, A. suspecta, Ceratoxyela decorosa, Heteroxyela ignota, Isoxyela rudis, Lethoxyela vulgata, L. antiqua, Sinoxyela viriosa.
Включён в состав рода Lethoxyela Zhang and Zhang 2000  и трибы Angaridyelini (Macroxyelinae) вместе с видом Lethoxyela vulgata.